# Naxxar
Naxxar (officiële naam In-Naxxar, uitspraak: nasjsjar) is een plaats en gemeente in het noorden van Malta met een inwoneraantal van 11.947 (november 2005).
De plaatsnaam Naxxar is mogelijk afkomstig van het Maltese woord nassar (Arabisch: nasra), dat “bekering tot het christendom” betekent. Anderen stellen dat de oorsprong van de plaatsnaam ligt in Nsara, Nazaroei of Nozri, hetgeen betekent “zij die geloven in de leer van Jezus uit Nazareth”. Een volgende theorie is dat Naxxar afkomstig zou zijn van het Hebreeuwse woord nazar, hetgeen zoveel betekent als “hij die op zichzelf blijft”. Dit zou kunnen worden verklaard door het feit dat Arabieren het dorp Hal Muselmiet hadden gesticht, wat zoveel betekent als “het dorp van de moslims”. Christenen stichtten vlak daarnaast vervolgens een eigen dorp wat uiteindelijk Naxxar is gaan heten.
Naxxar werd een zelfstandige parochie in 1436. De huidige kerk werd gebouwd tussen 1616 en 1630 door zo’n 1.200 parochianen. Een uitbreiding vond plaats in 1691, en de uiteindelijke kerk werd ingewijd op 11 december 1732.
De beschermheilige van Naxxar is Maria. De jaarlijkse festa ter ere van haar wordt gevierd op 8 september. Ook op Goede Vrijdag trekt een processie door Naxxar.
Naxxar Lions FC is de lokale voetbalclub.